# 알파존
알파존(Alphazone)은 Alex Zwarg와 Arne Reichelt가 1995년 결성한 독일의 트랜스 그룹이다.
1996년에 첫 번째 싱글인 Overload를 발매하였고, 2001년에는 DJ Kim의 Jetlag을 리믹스한 싱글로 유명해졌고 그 후로 여러 성공적인 싱글을 발매했다.
다른 예명: Desire, D-Mention, Nebulus, Saltwater, Bias Bros., Crusader, Nightflight, Pump Machine, Saturator